# لالیوالا
لالیوالا (به انگلیسی: Lalewala) یک روستا در پاکستان است که در پنجاب واقع شده‌است. لالیوالا ۱۷۱ متر بالاتر از سطح دریا واقع شده‌است.